# Zemětřesení v Maroku 2023

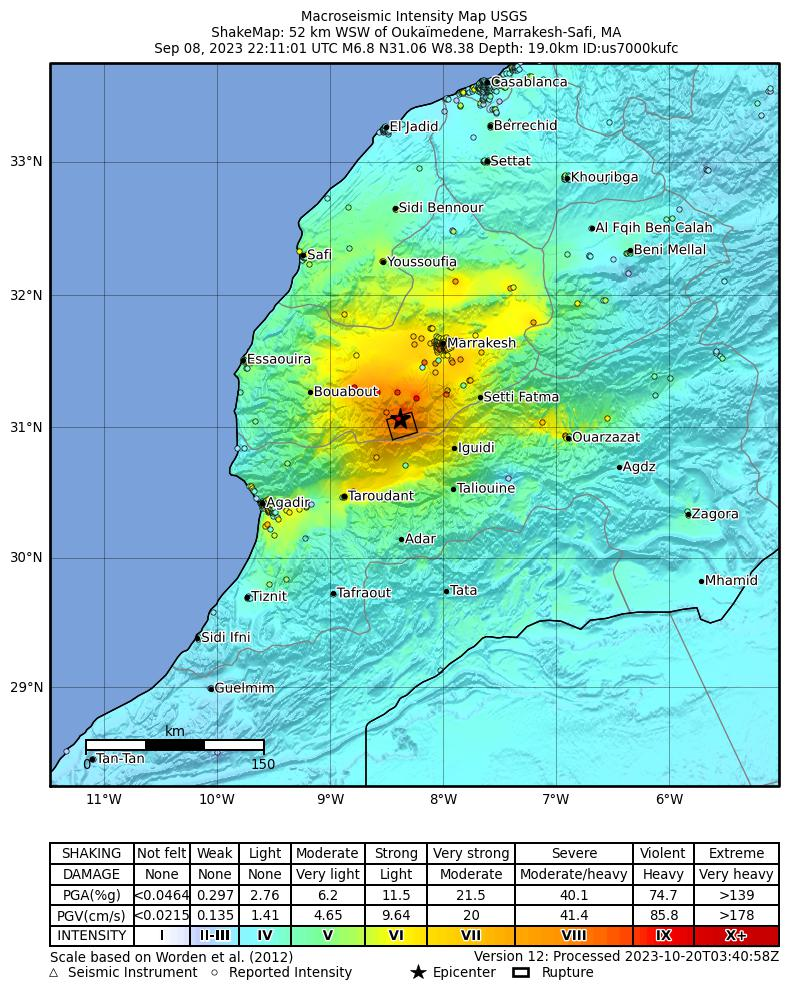
Zasažená oblast.

Zemětřesení v Maroku v září 2023 poškodilo centrální část země. Došlo k němu 8. září 2023 ve 23:11 západoafrického času (22:11 UTC), kdy zemětřesení o síle 6,8–6,9 Richterovy stupnice zasáhlo marocký region Marrákeš-Safi, v němž žilo v roce 2014 dle sčítání lidu čtyři a půl milionu obyvatel. Epicentrum zemětřesení bylo lokalizováno 71,8 km jihozápadně od Marrákeše, poblíž města Ighil v pohoří Atlas. Vzniklo v důsledku šikmého tahu pod pohořím. K 12. září 2023 bylo hlášeno nejméně 2 800 úmrtí z celé země, ale zejména v horských oblastech. Škody byly rozsáhlé, poškozeny byly také významné historické památky UNESCO z 11.–12. století, např. v medíně v Marrákeši. Zemětřesení pociťovali lidé také ve Španělsku, v celém Portugalsku, na Gibraltaru, v Mauretánii a v Alžírsku.
Jednalo se o největší změřené zemětřesení, ke kterému v Maroku v moderní době došlo. Menší zemětřesení, ale pravděpodobně s větším obětí zaznamenala země v roce 1960 v oblasti Agádíru. Podle odhadů Světové zdravotnické organizace bylo zasaženo okolo 300 000 lidí z Marrákeše a blízkého okolí. Lze předpokládat, že počty mrtvých i raněných porostou ve venkovských oblastech v horách, které nejsou příliš dostupné pro záchranné služby. Maroku nabídla řada zemí především z Evropy humanitární pomoc. Marocký král vyhlásil na tři dny státní smutek.

## Tektonická činnost

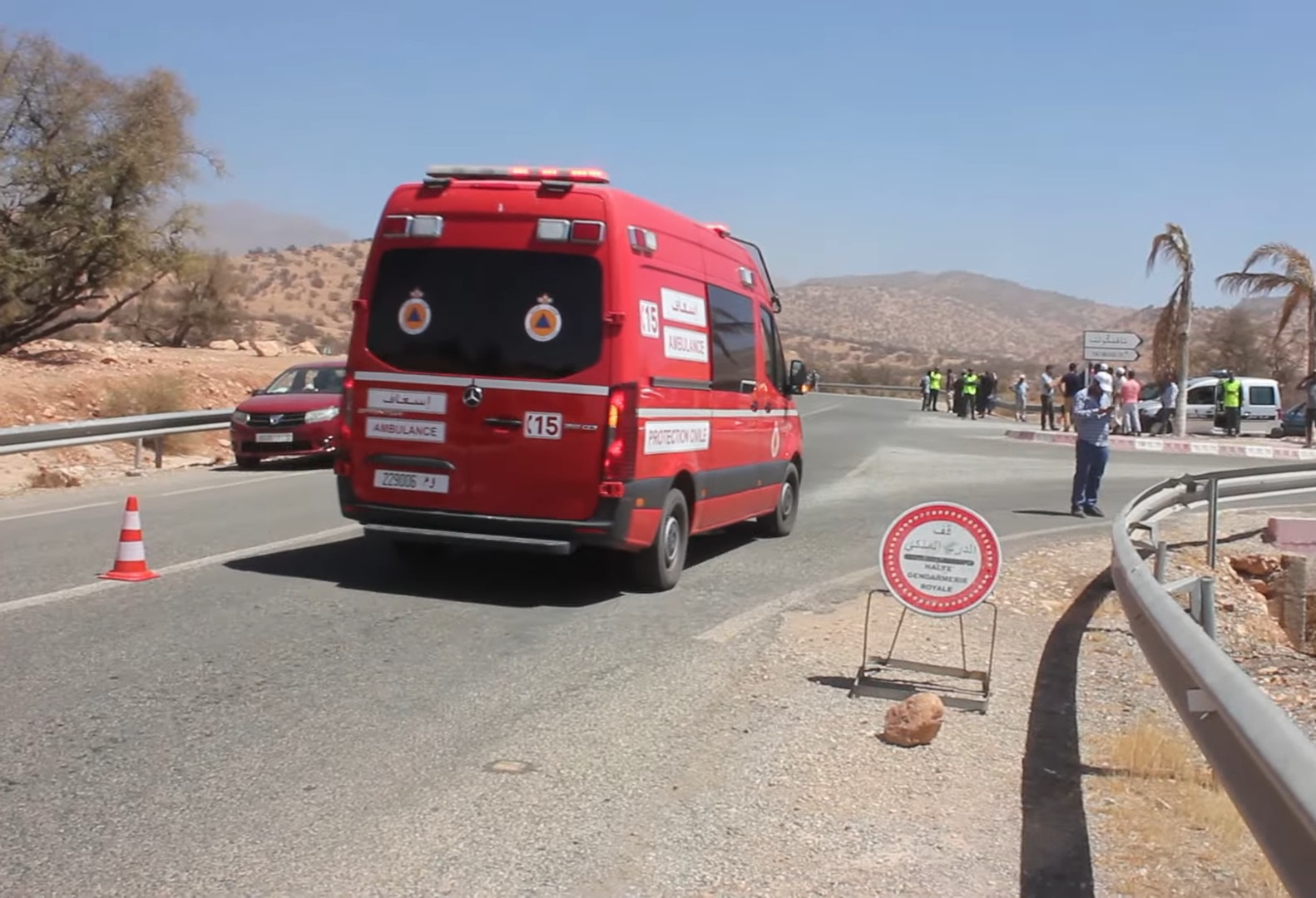
Silniční uzavírka v provincii Tarduán.

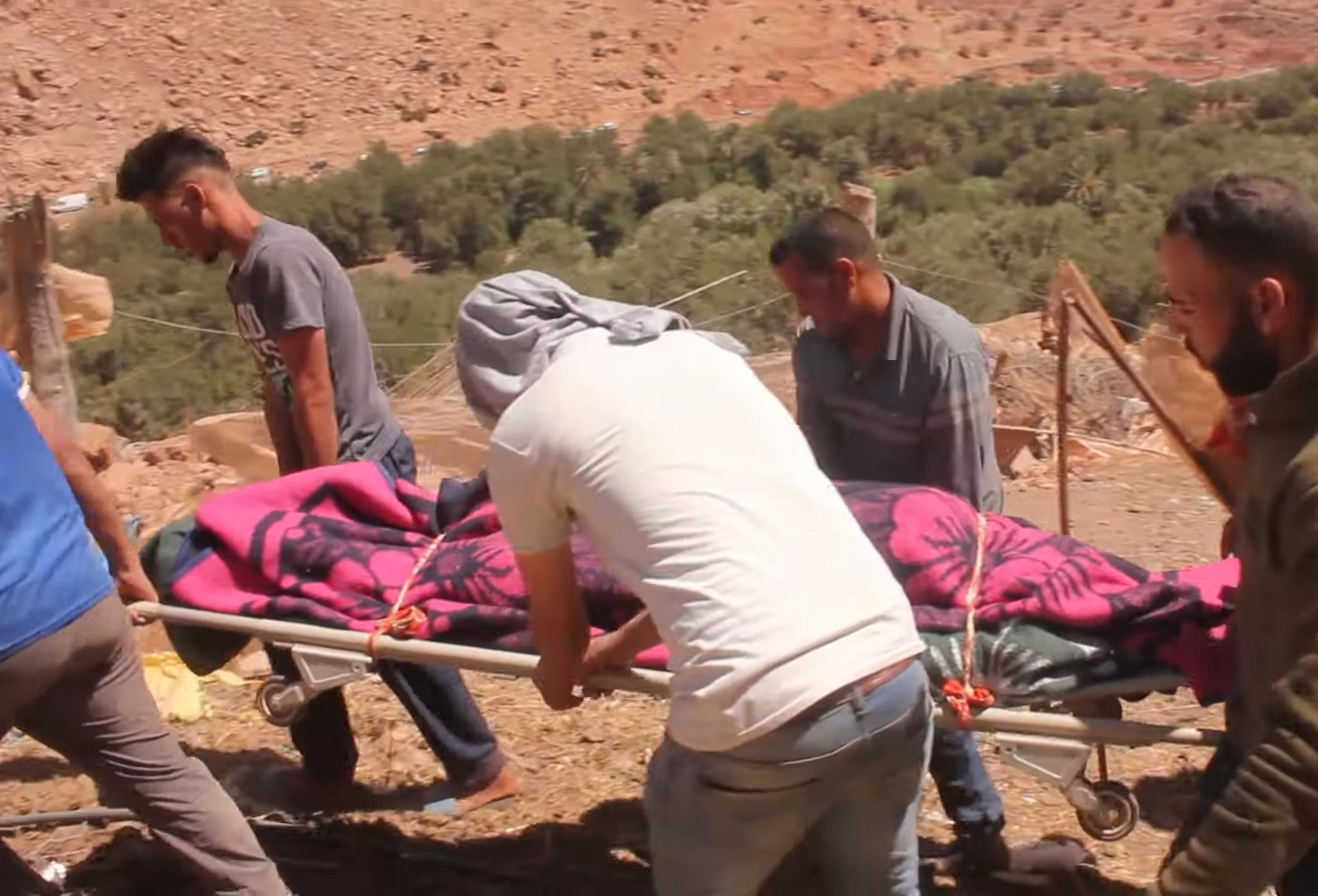
Přeprava zraněných.

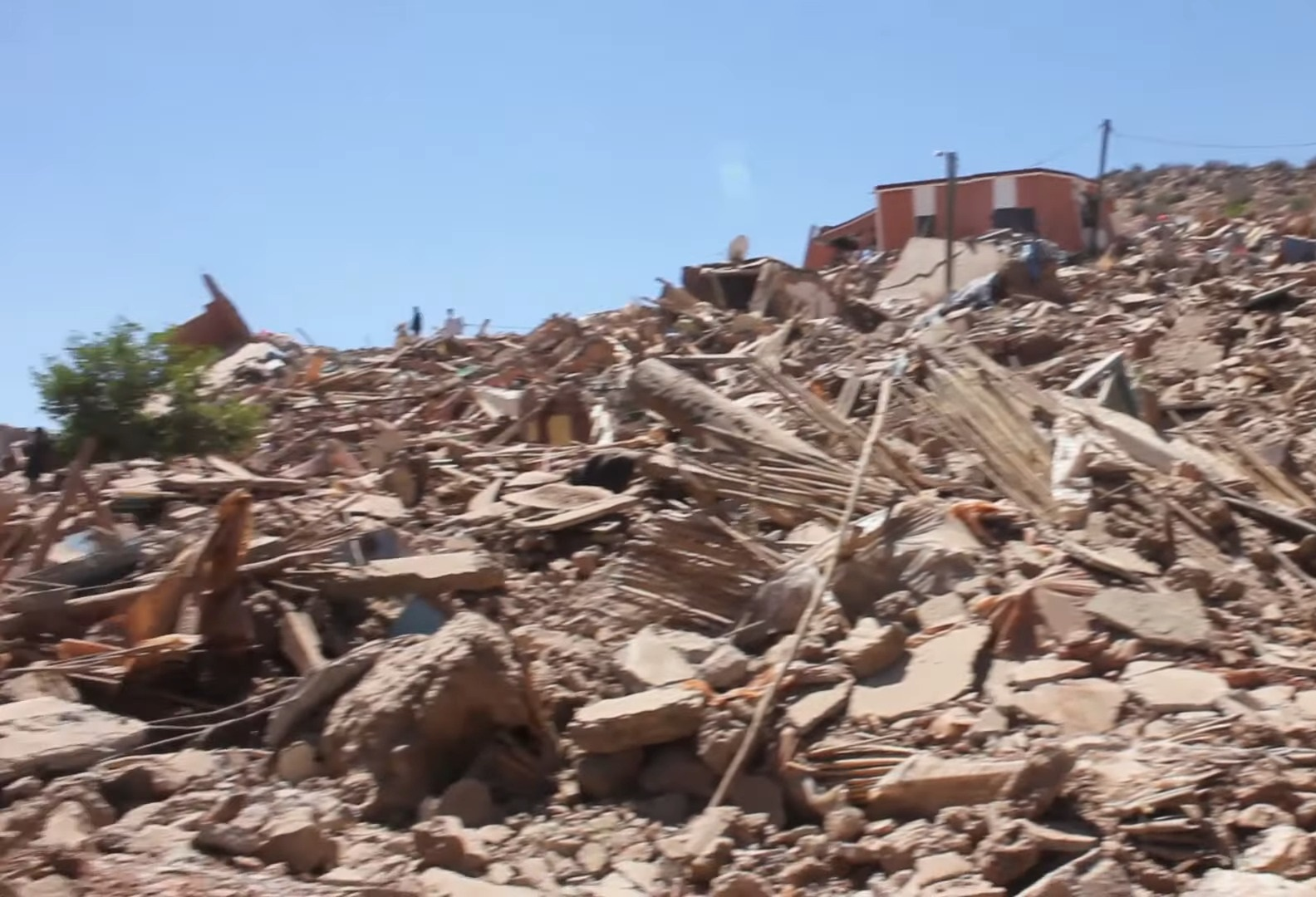
Zničené domy.

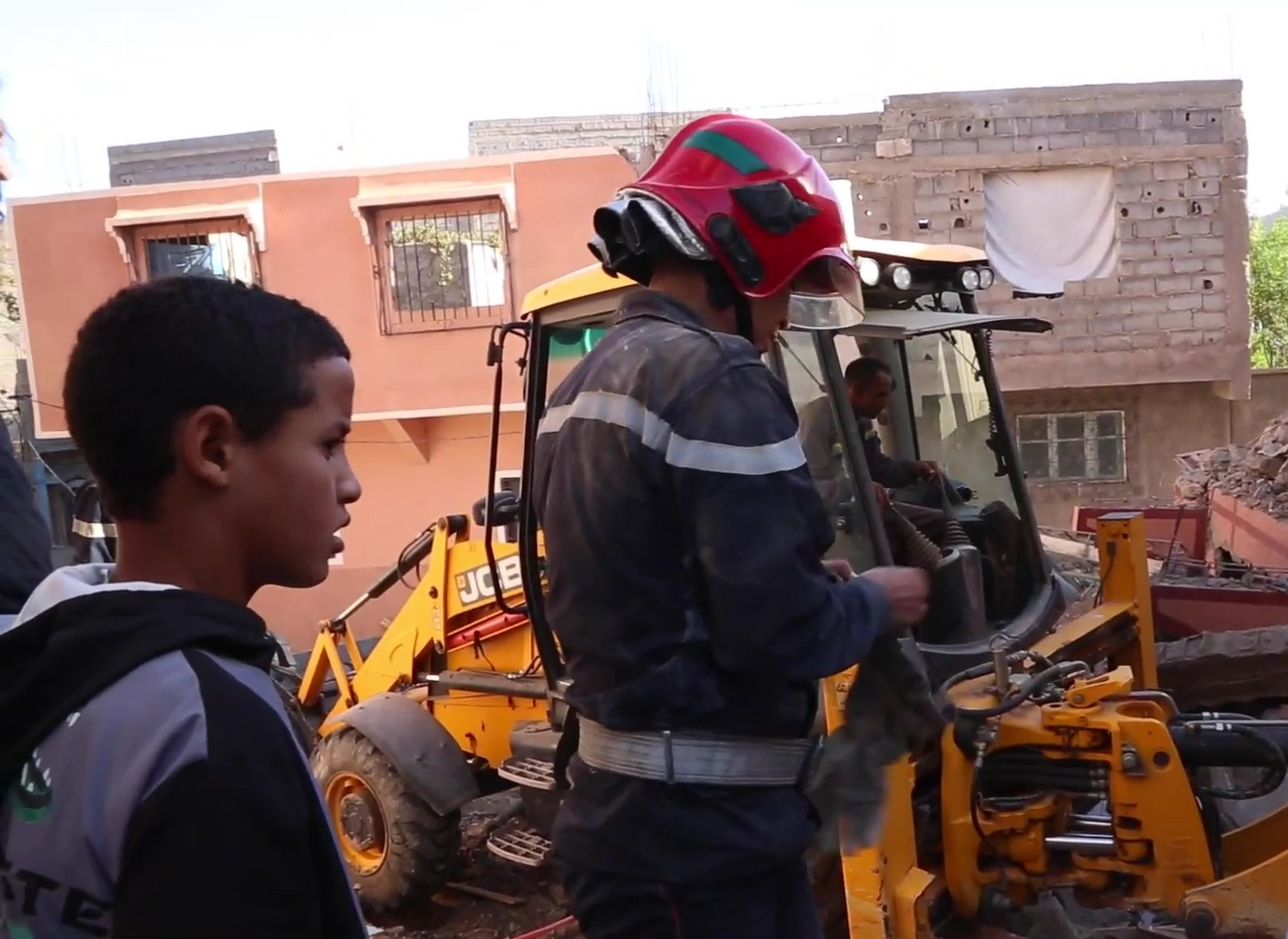
Odklízení trosek.

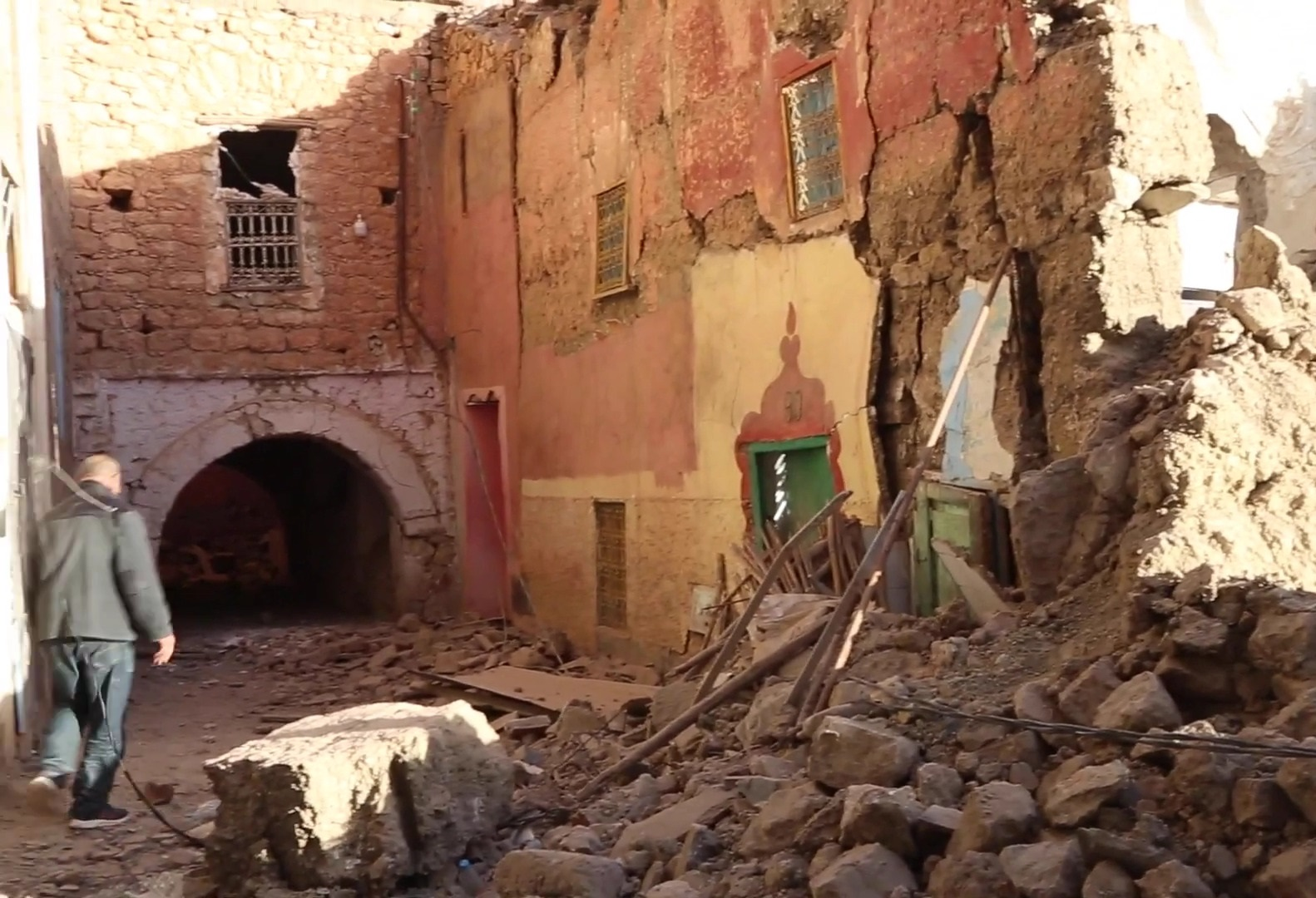
Destrukce v obci Muláj Brahím.

Maroko leží blízko hranice mezi Africkou a Eurasijskou deskou a zlomu Azory-Gibraltar. Tato zóna se na svém východním konci stává transpresivní s možností velkých tahových zlomů. Na východ od Gibraltarského průlivu v Alboránském moři se hranice stává nestabilní. Většina seismické aktivity v Maroku souvisí právě s pohybem těchto desek, přičemž největší nebezpečí zemětřesení je na severu země v blízkosti uvedené hranice.
Pohoří Atlas je 2000 km dlouhý vnitrokontinentální horský pás táhnoucí se přes Maroko až do Tuniska. Toto pohoří vzniklo v rámci horotvorných procesů srážkou dvou celků během období kenozoika. Pohoří dosahuje nejvyšší nadmořské výšky na západě, v Maroku. Nebezpečí zemětřesení v Maroku je soustředěno v severní oblasti země a v Alboránském moři. Jižně od Rifu je seismická aktivita řídká, ale šíří se přes Střední Atlas, Vysoký Atlas a Anti-Atlas Seismicita v saharském Atlasu je omezená a chybí v saharské oblasti jižně od pásu; méně aktivní je také na východ – v Alžírsku a Tunisku. Dosud bylo největší zemětřesení zaznamenané v pohoří Atlas v roce 1960 o síle 5,9 Richterovy škály, které zasáhlo Agádír.

## Následky zemětřesení
Nejméně 2 012 lidí bylo zabito a 2 059 bylo zraněno; z toho 1404 kriticky. Známy jsou údaje zejména z měst. K mnoha obětem došlo v odlehlejších městech a vesnicích spíše jižně od Marrákeše. K většině úmrtí došlo v provinciích Al-Haouz a Taroudant, kde počet obětí dosáhl 1 293 a 452. 41 lidí zemřelo v Ouarzazate a 15 úmrtí bylo zaznamenáno v Marrákeši. Z cizích státních příslušníků byla hlášena jedna oběť – francouzský turista zemřel na zástavu srdce během zemětřesení. Osm Francouzů a několik Američanů bylo nicméně zraněno. Ve vesnici Mulaj Brahím byli někteří místní obyvatelé uvězněni pod zřícenými budovami a dobrovolníci se pokoušeli o záchranu. V obci zemřelo více než 10 lidí.
Některé domy ve starších částech Marrákeše a části městských hradeb se zhroutily a rodiny zůstaly uvězněné pod troskami. Na slavném náměstí Džamál Al-Fná se zhroutil minaret mešity Charbúš, který rozdrtil pouze vozidla zaparkovaná pod ním. Poškozena byla i mešita Koutoubia. Zřítilo se také několik budov v Medině v Marrákeši, která je na seznamu světového dědictví UNESCO z 12. století Přístup k internetu byl přerušen kvůli výpadkům proudu.
Marocké ministerstvo vnitra uvedlo, že většina škod vznikla mimo velká města. V epicentru zemětřesení ve městě Al-Haouz zřícený dům uvěznil jeho obyvatele pod troskami. Ve vesnici Amizmiz, poblíž epicentra, záchranáři pomocí rukou odhrnovali trosky. Dvacet hasičů a vojáků se staralo o zbytky domu; také našli nejméně dvě těla. Téměř všech 50 tradičních domů ve vesnici Maját bylo zničeno a desítky jejích obyvatel byly zabity. 90 % domů v Asni bylo zničeno. Další domy ve městech poblíž epicentra se částečně nebo úplně zhroutily. V některých oblastech byla přerušena také elektřina a silnice. V historické Essaouiře odpadly části fasád.
Města Tafeghaghte, Adassil a Imlil, stejně jako blízké vesnice obklopující nejvyšší horu pohoří Atlas – Džabal Tubkal byly zničeny nebo vážně poškozeny zemětřesením , přičemž jen v Ijoukaku bylo zničeno odhadem 200 domů. Rozsáhlé škody utrpěla mešita Tinmal, historická památka ve Vysokém Atlasu. V okolí města Agádír, ve vesnicích Tákí a Tadrart, bylo zničeno mnoho domů. V historickém městě Taroudant bylo zabito téměř 200 lidí, byly tam vážně poškozeny historické čtvrti. Izolované vesnice v údolí řeky Ouirgane ještě dva dny po zemětřesení neměly žádné elektrické a telekomunikační služby.

## Záchranné a pomocné operace
Lidé v Marrákeši rukama odstraňovali sutiny a vyhrabávali oběti, zatímco čekali na těžkou techniku. Mnoho obyvatel zůstalo venku ze strachu z dalšího zemětřesení. Média zveřejnila na sociálních sítích, jak lidé evakuují nákupní centrum, restaurace a bytové domy. Obyvatelé města strávili první dvě noci venku; došlo k zaplnění kruhových objezdů, parkovišť a veřejného náměstí. Některé podniky ve městě byly znovu otevřeny 10. září, když král Mohammed VI. doporučil otevření obchodů. V hlavním městě Rabat, 350 km (severně od epicentra a v Imsouane, pobřežním městě, obyvatelé opustili své domovy.
Generální tajemník ředitelství pro vnitřní záležitosti uvedl, že úředníci a bezpečnostní týmy shromažďují zdroje pro poskytování pomoci a vyhodnocování škod. Ze Salé kamiony převážely přikrývky, táborové postele a osvětlovací zařízení do postižených oblastí. Do těchto horských a i za normálních okolností hůře přístupných oblastí byly rozváženy i zásoby. Místní kanál 2M TV sdílel videa záchranných vozidel jedoucích po polní cestě. Záchranné mise byly přerušeny, protože silnice v horské oblasti byly přeplněné vozidly a popadanými kameny. V provincii Al-Haouz byly ze silnic odstraňovány kameny, aby se sanitky a pomoc mohly dostat do postižených oblastí. K ošetřování zraněných sloužila jediná dálnice v pohoří Atlas, kde došlo k dopravnímu kolapsu vinou velkého počtu vozidel záchranné služby, taxislužby a vozidel Červeného půlměsíce. Těžce zranění byli převezeni do nemocnice v Marrákeši. V odlehlých oblastech, které jsou obtížně dostupné, používaly královské marocké ozbrojené síly vrtulníky k zásobování základními potravinami a potřebami.
Další den po zemětřesení došlo k nárůstu počtu zraněných přijatých do nemocnic v Marrákeši. Zranění lidé žijící mimo Marrákeš se rovněž pokusili využít zdravotní služby tohoto regionálního centra. Obyvatelé města byli dvakrát vyzváni k dárcovství krve. Ráno dne 9. září 200 lidí včetně několika turistů darovalo krev. Mezi těmi, kdo se přidali k výzvě byl marocký národní fotbalový tým. Modernější část města nebyla vážněji poškozená a rozsah škod se omezil na historické centrum, tj. medínu.
Král Mohammed VI. rozhodl o rozmístění královské marocké armády v různých postižených městech s cílem poskytnutí pomoci. Vyhlásil také třídenní státní smutek a nařídil vytvoření záchranné komise, která by přeživším poskytla pomoc. Armáda později zřídila polní nemocnici v Moulay Brahim. Záchranáři pomocí těžké techniky vyprošťují přeživší a těla z trosek. Místní obyvatelé začali kopat hroby na kopci, aby pohřbili mrtvé. Ve vesnici byl postaven velký stan pro ubytování lidí, kteří se ocitli bez domova. Provoz na letišti v Marrákeši zůstal normální, jen dva lety Ryanairu z Marrákeše do Bruselu a Beauvais ve Francii, které byly naplánovány na 9. září, byly zrušeny. Aerolinky British Airways nahradily své pravidelné letadlo do Marrákeše větším pro přepravu britských občanů, kteří se chtěli vrátit do vlasti.
Dne 10. září 2023 podle Mezinárodní federace Červeného kříže a Červeného půlměsíce (International Federation of Red Cross and Red Crescent Societies) ještě není známé přesné množství obětí. V daný den a v těch následujících je zásadní vyhledávat v sutinách oběti a poskytnout jim zdravotní pomoc.
V samotném Maroku byla v odlehlých oblastech pomoc distribuována pozdě, což vyvolalo nespokojenost místních.

## Mezinárodní reakce
Pomoc a asistenci Maroku nabídly následující země: Indie, Alžírsko, Francie, Portugalsko, Pákistán, Rumunsko, Tchaj-wan, Thajsko, Tunisko, Turecko, Spojené království, Spojené státy. Rovněž se ozvaly i Evropská unie a Organizace spojených národů. Marocká vláda formálně nepožádala o zahraniční pomoc.
Benoît Payan, starosta sesterského města Marrákeše Marseille ve Francii vydal oznámení, že město poskytne Maroku hasičské vozy, aby pomohli se záchrannými operacemi. Předsedkyně regionální rady Île-de-France Valérie Pécresse poslala na pomoc 535 000 dolarů. Ambasáda Francie v Rabatu otevřela horkou linku krizového oddělení.
Izraelský premiér Benjamin Netanjahu a jordánský král Abdulláh II. nařídili svým vládám, aby poslaly pomoc do Maroka, zatímco prezident Spojených arabských emirátů Mohamed bin Zayed Al Nahyan nařídil ustanovení leteckého mostu pro přepravu humanitární pomoci a jiné podpory. Alžírsko otevřelo svůj vzdušný prostor do Maroka poprvé od roku 2021, aby usnadnilo přílety humanitární pomoci. Španělsko dalo Maroku k dispozici svou vojenskou pohotovostní jednotku, své další humanitární agentury a své velvyslanectví v Rabatu.
International Charter on Space and Major Disasters byla aktivována Institutem OSN pro výcvik a výzkum (UNITAR) jménem Mezinárodní federace společností Červeného kříže a Červeného půlměsíce, aby zajistila široké satelitní pokrytí pro humanitární účely.
Africká fotbalová konfederace odložila kvalifikační zápas na Africký pohár národů 2023 mezi Marokem a Libérií, který se měl konat 9. září v Agadiru. UEFA vyhlásila okamžik ticha za oběti na všechny klubové a reprezentační zápasy do 21. září.
Řada zemí Evropy, Spojené státy, Japonsko a Izrael nabídly Maroku okamžitou pomoc. Celkem přišly nabídky z šedesáti států. Místní úřady nicméně nabízenou pomoc s výjimkou čtyř zemí (Spojené království, Španělsko, Spojené arabské emiráty a Katar) s odůvodněním, že by počet záchranných týmů byl příliš vysoký a záchranáři by nepracovali efektivně. Obdobně neobdrželi zelenou pro vpuštění do země i odborníci pod vlajkou OSN. Ve Francii, která je vnímána k Maroku díky koloniální minulosti jako blízká země, vzbudila reakce nicméně údiv. Objevily se spekulace, že francouzští záchranáři byli odmítnuti z důvodu zhoršených vzájemných vztahů, nakonec se Francie rozhodla ale Maroku poskytnout finanční pomoc.

### Česká pomoc
Marocká vláda oficiálně požádala o pomoc těžký USAR tým hasičů, oficiálního vyjednávání o vyslání se zúčastnilo velvyslanectví a dvoučlenný tým vedení hasičů. USAR tým měl odletět dne 10. září 2023 ve večerních hodinách, přeprava měla být zajištěna vojenskými letadly. Mělo se jednat o jeden z prvních evropských týmů pomáhajících v místech zemětřesení. Maroko nicméně nepotvrdilo přijetí hasičského týmu oficiální nótou. Tým byl převeden do stavu pohotovosti. České ministerstvo zahraničí rovněž zajistilo deset milionů korun, které měly buď sloužit pro USAR tým, nebo být odeslány na pomoc přímo do Maroka. Následně bylo rozhodnuto o rozpuštění týmu v pondělí 11. září odpoledne, neboť se marocká strana rozhodla pomoci skutečně nevyužít.
- Charita ČR vyhlásila finanční sbírku na pomoc obětem zemětřesení.[15]

## Další zemětřesení
Po zemětřesení ze dne 8. září 2023 byla zaznamenána v oblasti další série menších zemětřesení v nižším rozsahu Richterovy stupnice.